# Shinjuku Oak Tower
La Shinjuku Oak Tower (新宿オークシティ) est un gratte-ciel construit à Tokyo en 2002 mesurant 184 mètres de hauteur. Il abrite des bureaux sur 38 étages et est situé dans l'arrondissement de Shinjuku.
L'immeuble a été conçu par les agences d'architecture Nikken Sekkei et Nihon Sekkei (ja).